# Келленбергер, Эмиль
Эмиль Келленбергер (нем. Emil Kellenberger; 3 апреля 1864, Вальценхаузен — 30 ноября 1943, Вальценхаузен) — швейцарский стрелок, двукратный чемпион летних Олимпийских игр 1900 и одиннадцатикратный чемпион мира.
На Играх Келленбергер участвовал в соревнованиях по стрельбе из винтовки. В стрельбе стоя он занял 6-е место с 292 очками, с колена разделил 2-ю позицию с 314 баллами, и лёжа 5-е место с 324 очками. В стрельбе из трёх позиций, в которой все ранее набранные очки складывались, Келленберг стал первым, выиграв золотую медаль. В командном соревновании его сборная стала первой, получив золотые награды.
Также, Келленбергер участвовал в чемпионатах мира по стрельбе и стал 12-кратным чемпионом соревнований 1899, 1901, 1902 и 1922 и семикратным серебряным призёром.